# Let a Boy Cry
Let a Boy Cry (Deixe um garoto chorar em português) é uma música em estilo dance cantada por Gala e escrito por esta última em colaboração com Filippo Andrea Carmeni e Maurizio Molella. O single, lançado em Janeiro de 1997, alcançou rápido sucesso na Itália e França, e subiu nas paradas em vários países da Europa. No Brasil, atingiu alta popularidade no segundo semestre de 1997, devido as coletâneas lançadas pela gravadora Paradoxx.

## Faixas
1. Let A Boy Cry (Edit Mix) 3:20
2. Let A Boy Cry (Full Vocals Mix) 5:06
3. Let A Boy Cry (The Glittering Mix) 7:16

## Desempenho nas paradas

### Posições de pico
| Parada (1997)                             | Melhor posição |
| ----------------------------------------- | -------------- |
| Bélgica (Ultratop 50 de Flandres)         | 1              |
| Bélgica (Ultratop 50 da Valônia)          | 1              |
| Europa (Eurochart Hot 100)                | 3              |
| França (SNEP)                             | 1              |
| Irlanda (IRMA)                            | 17             |
| Itália (FIMI)                             | 1              |
| Países Baixos (Dutch Top 40)              | 9              |
| Espanha (AFYVE)                           | 8              |
| Suíça (Schweizer Hitparade)               | 23             |
| Reino Unido (The Official Charts Company) | 11             |

### Paradas de fim de ano
| Parada de fim de ano (1997)      | Posição |
| -------------------------------- | ------- |
| Bélgica (Flandres) Singles Chart | 12      |
| Bélgica (Valônia) Singles Chart  | 9       |
| Dutch Top 40                     | 56      |
| French Singles Chart             | 13      |

### Certificações
| País   | Certificação | Data | Certificado de vendas | Cópias físicas vendidas |
| ------ | ------------ | ---- | --------------------- | ----------------------- |
| França | Platina      | 1997 | 500.000               | 497.000                 |